# L'vivs'ke
La L'vivs'ke (in ucraino Львівське?) è una birra ucraina prodotta dalla L'vivs'ka Pevovarnja, società del gruppo Carlsberg, con sede nella città di Leopoli.

## Storia
La produzione brassicola a Leopoli fu introdotta dai monaci Gesuiti nel 1715. Nel 1993 il birrificio è stato privatizzato e nell'aprile 2008 è stato acquistato dal gruppo Carlsberg.

## Birre
- L'vivs'ke 1715 - Pilsner, 4,0% ABV[1]
- L'vivs'ke Svitle - Pale Lager, 3,7% ABV[2]
- L'vivs'ke Mitsne - Strong Pilsner, 7,0% ABV [3]
- L'vivs'ke Porter - Stout, 8,0% ABV[4]
- L'vivs'ke Bile Lev - Birra di frumento, 8% ABV [5]
- L'vivs'ke Rizdvyane - Dark Christmas beer, 3,9% ABV [6]
- L'vivs'ke Dunkel - Pilsner, 4,7% ABV [7]

### Serie Robert Doms
- Robert Doms American Style Ale - American Brown Ale, 5,2% ABV [8]
- Robert Doms Belgiysky - Pilsner, 4,3% ABV [9]